# Rövidpályás gyorskorcsolya az 1994. évi téli olimpiai játékokon
Az 1994. évi téli olimpiai játékokon a rövidpályás gyorskorcsolya versenyszámait a Lillehammerben rendezték február 22. és 26. között. A férfiaknak és a nőknek egyaránt 3–3 versenyszámban osztottak érmeket. Új versenyszámként a férfi 500 méteres és a női 1000 méteres verseny került a programba. Magyar sportoló nem vett részt a versenyeken.

## Éremtáblázat
(A rendező nemzet csapata eltérő háttérszínnel, az egyes számoszlopok legmagasabb értéke, vagy értékei vastagítással kiemelve.)
| Az 1994. évi téli olimpiai játékok éremtáblázata rövidpályás gyorskorcsolyában | Az 1994. évi téli olimpiai játékok éremtáblázata rövidpályás gyorskorcsolyában | Az 1994. évi téli olimpiai játékok éremtáblázata rövidpályás gyorskorcsolyában | Az 1994. évi téli olimpiai játékok éremtáblázata rövidpályás gyorskorcsolyában | Az 1994. évi téli olimpiai játékok éremtáblázata rövidpályás gyorskorcsolyában | Olimpia  |
| ------------------------------------------------------------------------------ | ------------------------------------------------------------------------------ | ------------------------------------------------------------------------------ | ------------------------------------------------------------------------------ | ------------------------------------------------------------------------------ | -------- |
|                                                                                | Ország                                                                         | Arany                                                                          | Ezüst                                                                          | Bronz                                                                          | Összesen |
| 1.                                                                             | Dél-Korea (KOR)                                                                | 4                                                                              | 1                                                                              | 1                                                                              | 6        |
| 2.                                                                             | Egyesült Államok (USA)                                                         | 1                                                                              | 1                                                                              | 2                                                                              | 4        |
| 3.                                                                             | Olaszország (ITA)                                                              | 1                                                                              | 1                                                                              | 0                                                                              | 2        |
|                                                                                |                                                                                |                                                                                |                                                                                |                                                                                |          |
| 4.                                                                             | Kanada (CAN)                                                                   | 0                                                                              | 2                                                                              | 1                                                                              | 3        |
| 5.                                                                             | Kína (CHN)                                                                     | 0                                                                              | 1                                                                              | 0                                                                              | 1        |
|                                                                                |                                                                                |                                                                                |                                                                                |                                                                                |          |
| 6.                                                                             | Ausztrália (AUS)                                                               | 0                                                                              | 0                                                                              | 1                                                                              | 1        |
| 6.                                                                             | Nagy-Britannia (GBR)                                                           | 0                                                                              | 0                                                                              | 1                                                                              | 1        |
|                                                                                |                                                                                |                                                                                |                                                                                |                                                                                |          |
| Összesen                                                                       | Összesen                                                                       | 6                                                                              | 6                                                                              | 6                                                                              | 18       |

## Érmesek
A rövidítések jelentése a következő:
- OR: olimpiai rekord

### Férfi
| Az 1994. évi téli olimpiai játékok érmesei férfi rövidpályás gyorskorcsolyában | |            | |         |                                                                                        |         |
| Versenyszám                                                                    | Arany                                                                                                   | Arany      | Ezüst                                                                                               | Ezüst   | Bronz                                                                                  | Bronz   |
| 500 méter                                                                      | Chae Ji-hoon · Dél-Korea (KOR)                                                                          | 43,45 OR   | Mirko Vuillermin · Olaszország (ITA)                                                                | 43,47   | Nicholas Gooch · Nagy-Britannia (GBR)                                                  | 43,68   |
| 1000 méter                                                                     | Kim Ki-hoon · Dél-Korea (KOR)                                                                           | 1:34,57    | Chae Ji-hoon · Dél-Korea (KOR)                                                                      | 1:34,92 | Marc Gagnon · Kanada (CAN)                                                             | 1:33,03 |
| 5000 méteres váltó                                                             | Olaszország (ITA) · Maurizio Carnino · Diego Cattani · Orazio Fagone · Hugo Herrnhof · Mirko Vuillermin | 7:11,74 OR | Egyesült Államok (USA) · Randall Bartz · John Coyle · Eric Flaim · Andrew Gabel · Anthony Goskowicz | 7:13,37 | Ausztrália (AUS) · Steven Bradbury · Kieran Hansen · Andrew Murtha · Richard Nizielski | 7:13,38 |

### Női
| Az 1994. évi téli olimpiai játékok érmesei női rövidpályás gyorskorcsolyában |                                                                                           |            | |         | |         |
| Versenyszám                                                                  | Arany                                                                                     | Arany      | Ezüst | Ezüst   | Bronz | Bronz   |
| 500 méter                                                                    | Cathie Turner · Egyesült Államok (USA)                                                    | 45,98 OR   | Zhang Yanmei · Kína (CHN)                                                                                | 46,44   | Amy Peterson · Egyesült Államok (USA)                                                                        | 46,76   |
| 1000 méter                                                                   | Chun Lee-kyung · Dél-Korea (KOR)                                                          | 1:36,87 OR | Nathalie Lambert · Kanada (CAN)                                                                          | 1:36,97 | Kim So-hee · Dél-Korea (KOR)                                                                                 | 1:37,09 |
| 3000 méteres váltó                                                           | Dél-Korea (KOR) · Chun Lee-kyung · Kim Ryang-hee · Kim So-hee · Kim Junmi · Won Hye-kyung | 4:26,64 OR | Kanada (CAN) · Christine Boudrias · Isabelle Charest · Angela Cutrone · Sylvie Daigle · Nathalie Lambert | 4:32,04 | Egyesült Államok (USA) · Karen Cashman · Amy Peterson · Shana Sundstrom · Cathie Turner · Nicole Ziegelmeyer | 4:39,34 |